# Anil Murthy
Anil Kumar Murthy (Singapur, 19 de marzo de 1973) es un diplomático y dirigente deportivo singapurense de origen indio. Entre 2017 y 2022 fue presidente del Valencia CF.

## Carrera
Trabajó como diplomático para el Ministerio de Asuntos Exteriores de Singapur, especializado en asuntos europeos. Fue Jefe Adjunto de la Misión en París (Francia) durante 10 años y al mismo tiempo Delegado Permanente de la UNESCO durante 4 años. 

## Valencia C. F.

### Consejero ejecutivo
Pasó a formar parte del consejo directivo del Valencia Club de Fútbol en noviembre de 2016 como consejero ejecutivo de la presidenta Lay Hoon Chan, ya que el empresario singapurense Peter Lim había comprado la mayoría accionarial del club en 2014 a través de su empresa Meriton Holdings.

### Presidente
Desde julio de 2017 es el 37.º presidente del Valencia Club de Fútbol en sustitución de Lay Hoon Chan. Mateu Alemany, CEO del club, propuso la contratación del técnico Marcelino García Toral y del Director de fútbol Pablo Longoria mientras Anil Murthy hacía de nexo con el máximo accionista, Peter Lim. Se formó un equipo competitivo que se consolidó en 2018 y, pese a dudas y malas rachas, consiguió clasificar al equipo dos temporadas consecutivas en la UEFA Champions League y consiguió un nuevo título para la entidad, la Copa del Rey de 2019. 
En verano y otoño de 2019 se produjeron cambios en el club, como la conversión de la grada de animación en una grada joven integrada por personas menores de 30 años. Esta decisión conllevó la polémica expulsión del estadio de Mestalla del grupo de animación Curva Nord, y Anil Murthy pasó también a tener las funciones de CEO y Director deportivo en sustitución de Mateu Alemany y Pablo Longoria, asesorado en temas deportivos por el secretario técnico Jorge López. Las decisiones deportivas, como las contrataciones de Albert Celades como técnico y de César Sánchez como Director de fútbol, no obtuvieron buenos resultados y el equipo quedó fuera de puestos europeos, lo que condujo a abaratar la plantilla. 
En 2020 y 2021 el malestar entre la afición y el club aumentó todavía más por diversos motivos y los resultados empeoraron hasta llevar al club a pelear por evitar los puestos de descenso.
Finalmente, al final de la temporada 2021/ 2022 y tras la filtración de unos audios publicados a lo largo de una semana de manera exclusiva, por el diario deportivo Superdeporte, donde se hablaba de temas de actualidad de forma muy controversial como puede ser críticas a la propiedad, venta de jugadores, manipulación de la prensa y denuncias a la Generalitat por el Nou Mestalla, el día 30 de mayo de 2022 el club lanza un comunicado oficial anunciando la destitución de Anil Murthy como presidente del Valencia Club de Fútbol después de casi 5 años al cargo de la entidad.